# Jonas Therkelsen
Jonas Torrissen Therkelsen (* 5. Mai 2003) ist ein norwegischer Fußballspieler. Er spielt auf der Position des offensiven Mittelfeldspielers bei Holstein Kiel.

## Karriere

### Vereine
Im Jugendbereich spielte Therkelsen für Mannschaften von IL Jutul, Fornebu, Stabæk Fotball und Strømsgodset IF. Sein Debüt im Seniorenbereich gab er am 1. Oktober 2022 für Strømsgodset in der Eliteserien beim Auswärtsspiel gegen Vålerenga Oslo, wo er zu Beginn der zweiten Halbzeit für Ernest Boahene eingewechselt wurde. Eine Woche später unterschrieb er seinen ersten Profivertrag. Bis 2025 wurde er in insgesamt 63 Ligaspielen für Strømsgodset eingesetzt und erzielte dabei sieben Tore.
Im Juni 2025 wechselte er zum Zweitligisten Holstein Kiel, wo er einen Vierjahresvertrag unterschrieb.

### Nationalmannschaft
Für die norwegische U20-Nationalmannschaft debütierte Therkelsen im November 2022 gegen Deutschland, für die U21-Nationalmannschaft im Juni 2023 gegen Schottland.